# 広島県道437号大津横谷線
広島県道437号大津横谷線（ひろしまけんどう437ごう おおつよこたにせん）は、広島県三次市を通る一般県道である。

## 概要
三次市作木町大津から三次市布野町横谷に至る。

### 路線データ
- 起点：三次市作木町大津（国道375号交点）
- 終点：三次市布野町横谷（国道54号交点）
- 総延長：13.27 km

## 路線状況
狭い上に旧作木・布野村境までは急勾配が続くため大型車の通行は困難。沿線に用がなければ広島県道62号庄原作木線を通ったほうが無難。

## 地理

### 通過する自治体
- 三次市

### 交差する道路
| 交差する道路            | 交差する場所 | 交差する場所 |
| ----------------------- | ------------ | ------------ |
| 国道375号               | 作木町大津   | 起点         |
| 国道54号 国道184号 重複 | 布野町横谷   | 終点         |

### 沿線
- 大津郵便局